# Metropolie Gortyn a Arkádie
Metropolie Gortyn a Arkádie je jedna z metropolií Krétské pravoslavné církve pod jurisdikcí Konstantinopolského patriarchátu.

## Historie
V 1. století nařídil apoštol Pavel svému učedníku Titovi aby odešel hlásat křesťanství na Krétu a stal se biskupem města Gortyn.
Nejznámějším biskupem tohoto města je svatý Ondřej Krétský.

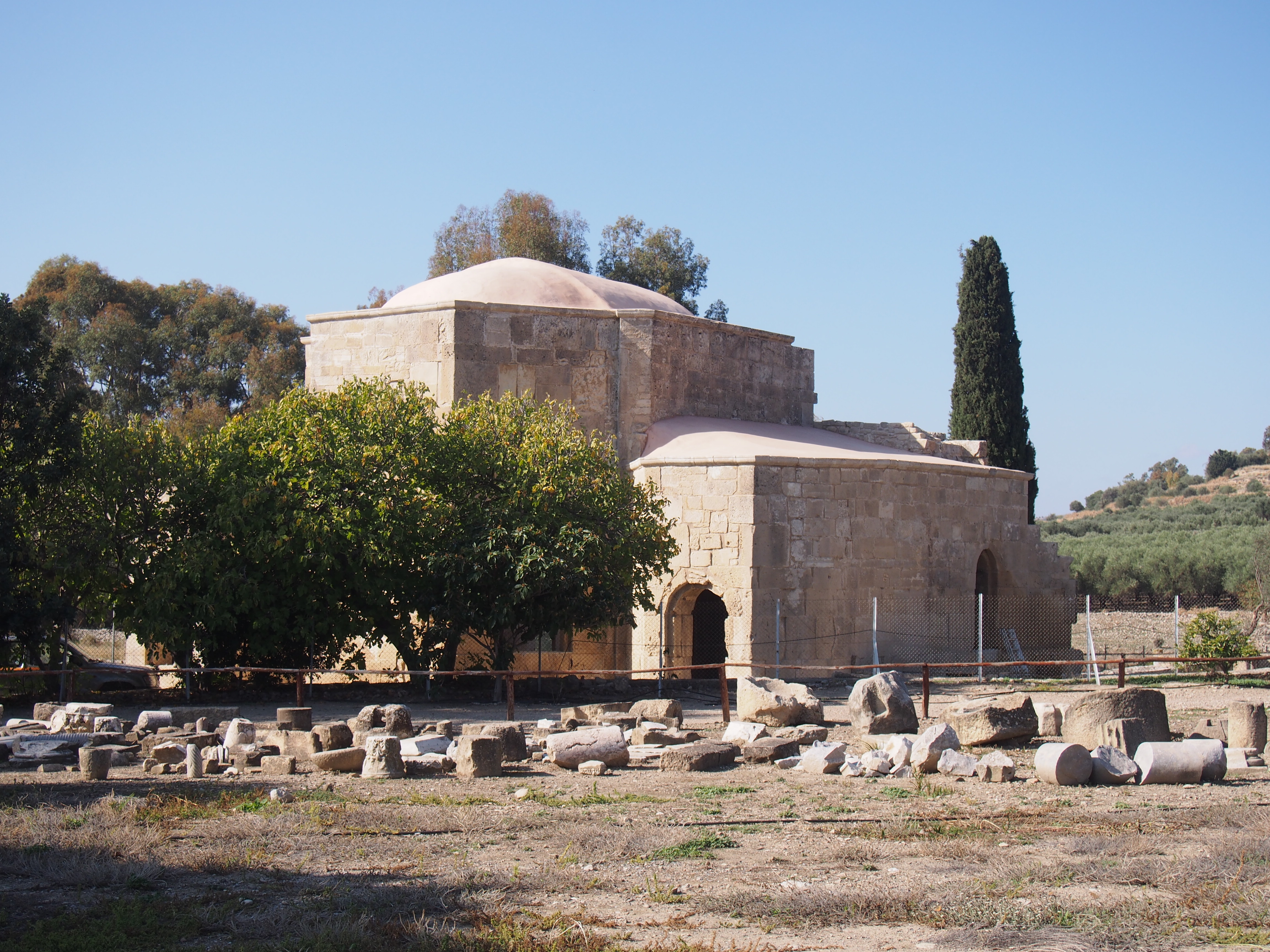
Ruiny baziliky sv. Tita v Gortynu

Za vlády císaře Justiniána byla v Gortyně postavena velkolepá bazilika svatého Tita.
Roku 828 byla Gortyna ovládnuta Araby. Od zničení města Araby je známo 27 jmen biskupů tohoto města.
Dne 16. března 1961 byl poprvé Timotheos (Papoutsakis) titulován biskupem Gortyn a Arkádie.
Dne 25. září 1962 získala eparchie titul metropolie.

## Seznam biskupů
- sv. Titus (64-105?)
- Artemas
- Filipos (160/170-180/192)
- Dioskopos
- Kriskos (zmíněn roku 256)
- Kirillos (zmíněn roku 303-305)
- Myron (zmíněn roku 350)
- Petros
- Pavlos
- Ikonios (zmíněn roku 431)
- Martirios (zmíněn roku 451)
- Theodoros (zmíněn roku 553)
- Ioannis (zmíněn roku 597)
- Pavlos (zmíněn roku 667)
- Evmenios (zmíněn roku 668)
- Basilios (zmíněn roku 680 a 692)
- sv. Andreas (692/711-726/740)
- Ilias (zmíněn roku 787)
- Ioannis
- Stefanos
- Nikitas
- Nikitas
- Basilios (823-828?)
- Basilios (zmíněn roku 879)
- Ilias (mezi 920-961)
  - sede vacante
- Timotheos (Papoutsakis) (1961-1978)
- Kirillos (Kipriotakis) (1979-2005)
- Makarios (Douloufakis) (od 2005)